# Arròs a banda
Arròs a banda é um prato de arroz, peixe e marisco típico da gastronomia valenciana. Em contraste com a paelha, é um prato preparado numa frigideira metálica funda e o tempo de confecção é superior graças à sua preparação escalonada, ou à parte: as verduras, o peixe e o arroz são cozinhados por separado. Inclui pescado variado como o rascasso, ruivo, tamboril, rajas e peixe-aranha. É acompanhado de batatas, repolho, cebola, tomate picado, alho, açafrão, sal e água, bem como uma folha de louro. Pode também fazer-se servir juntamente com alioli, diversos tipos de maionese ou vinagretes ou com salmorreta.
Prato próprio de pescadores, é feito num caldo de morralla (peixe com muitas espinhas, pouca carne e forte sabor). O arroz é servido sozinho, sem o peixe, que é servido à parte ("a banda", em língua catalã). Este caldo é depois aproveitado para cozinhar um guisado no qual se juntam o alho e óleo, batatas e o pescado desmanchado. Tendo perdido o seu sabor, o peixe é acompanhado com um molho forte de pimento-de-bola, alho e azeite (all i oli). Algumas pessoas adicionam este molho também ao arroz, eliminando assim o intenso sabor a peixe que possui após a cozedura.